# Grünbach (Aubach)
Der Grünbach ist ein etwa 0,5 Kilometer langer rechter, östlicher Zufluss des Aubachs.
Es gibt die Sage vom Grünmuchmännchen, welches einem Wanderer auf den Rücken springt und es diesem erschwert, das Tal emporzusteigen.
Ein Zubringer zum Rothaarsteig, einem Fernwanderweg, verläuft durch das Grünbachtal.

## Geographie

### Verlauf
Der Grünbach entspringt im Grünmuch südöstlich von Langenaubach in einem Wiesengebiet.
Er passiert eine kleine Furt und einen ehemaligen Schafstall, der vor ein einigen Jahren durch Brandstiftung vernichtet wurde.
Das Drainagewasser des Rabenscheider Tunnels stößt unterhalb des ehemaligen Schaftstalls zum Bach hinzu, nachdem es einen Brunnen verlassen hat.
Der Grünbach mündet unterhalb der malerischen Aubachbrücke in den Aubach.

### Zuflüsse
Der Grünbach verfügt über folgende Zuflüsse:
- Zufluss (links), 0,1 km
- Drainagewasser des Rabenscheider Tunnels

### Ortschaften
Der Grünbach fließt durch keine einzige Ortschaft.